# (4744) Rovereto
(4744) Rovereto – planetoida z głównego pasa planetoid okrążająca Słońce w ciągu 4,68 lat w średniej odległości 2,80 au. Odkrył ją Henri Debehogne 2 września 1988 roku w Europejskim Obserwatorium Południowym. Nazwa planetoidy pochodzi od Rovereto – włoskiego miasta w prowincji Trydent-Górna Adyga.